# 加列戈斯德奥尔尼哈
加列戈斯德奥尔尼哈，是西班牙卡斯蒂利亚-莱昂巴利亚多利德省的一个市镇。总面积11平方公里，2001年普查人口總數為146人，人口密度為每平方公里13人。